# Franck Morelle
Franck Morelle (Saint-Aubin-Rivière, 13 augustus 1964) is een Frans voormalig beroepswielrenner die in 1998 reed voor La Française des Jeux.
In 1990 werd Morelle Frans kampioen op de weg bij de amateurs. In 1997 wist hij derde te worden op het Frans kampioenschap wielrennen voor elite. Dankzij deze prestatie wist hij een contract af te dwingen bij La Française des Jeux. Hij kon zich echter niet handhaven dat seizoen en verdween in 1999 uit het professionele circuit.

## Overwinningen
1990
 Frans kampioen op de weg, Amateurs
3e etappe deel A Ronde van Bretagne
1992
4e etappe deel B Ronde van de Sarthe
1995
Parijs-Chauny
1996
Ronde van Gironde
1997
4e etappe Ronde van Japan
1999
Parijs-Chauny

## Ploegen
- 1992 –  Eurotel-Bio-Technica
- 1998 –  Française des Jeux